# 心臓性喘息
心臓性喘息（しんぞうせいぜんそく、英語: cardiac asthma）は、心臓病による急性心不全によって起こる発作性の呼吸困難。単に心臓喘息とも呼ばれる。

## 症状
発症は夜間に多く、誘引としては風邪などの感染症やストレスが多い。心臓のポンプ機能の急速な低下によって肺の鬱血が起こり、激しい呼吸困難・咳・血性痰・頻脈とそれによる動悸などの症状が現れる。気管支喘息との鑑別が重要。

## 病態
左心室の機能が急激に低下することにより、体循環系への心拍出量が減少すると同時に肺循環系への血液の過剰な配分が起こる。その結果、肺血管の静水圧が上昇し、肺間質への水分の漏出が起こる。すなわち、呼吸困難の原因は急性の肺水腫が主である。
これにさらに、体循環への心拍出量減少に伴う体組織の低酸素が加わり、呼吸困難を増悪させる。

## 治療
症状は呼吸困難であるが、原因は心臓にあるため、治療は心臓に対するものが主体である。カテコールアミン投与によって心拍出量を増加させ、利尿剤投与によって心臓への容量負荷を減少させるとともに、肺間質の細胞外液を減少させる。輸液量は制限されなければならず、酸素投与も行われる。